# Boris Miletić
Boris Miletić (ur. 2 września 1975 w Puli) – chorwacki polityk i samorządowiec, poseł do Zgromadzenia Chorwackiego, burmistrz Puli w latach 2006–2021, przewodniczący Istryjskiego Zgromadzenia Demokratycznego (IDS) w latach 2014–2021, żupan żupanii istryjskiej od 2021.

## Życiorys
W 1999 ukończył ekonomię na Uniwersytecie w Rijece. Kształcił się następnie na studiach podyplomowych z zakresu zarządzania. Pracował w Istryjskiej Agencji Rozwoju, w tym od 2004 do 2006 jako dyrektor wykonawczy. W tych samych latach był dyrektorem biura regionalnego Chorwackiego Banku Odbudowy i Rozwoju (HBOR).
W 1996 wstąpił do Istryjskiego Zgromadzenia Demokratycznego. W 2001 został wybrany na radnego żupanii istryjskiej, a w 2005 na radnego Puli. W 2006 objął urząd burmistrza tej miejscowości. W 2010 został zastępcą przewodniczącego IDS, a w 2014 stanął na czele tego ugrupowania, zastępując wieloletniego lidera Ivana Jakovčicia.
W latach 2008–2011 był po raz pierwszy deputowanym do Zgromadzenia Chorwackiego VI kadencji. W wyborach w 2015 otwierał regionalną listę wyborczą IDS, uzyskując ponownie mandat poselski. W przedterminowych wyborach w 2016 z powodzeniem ubiegał się o reelekcję. W 2021 wybrany na żupana żupanii istryjskiej; urząd ten objął w czerwcu tegoż roku. Z powodzeniem ubiegał się o reelekcję w wyborach w 2025.
Również w 2021 na czele IDS zastąpił go Dalibor Paus. W 2024 zrezygnował z członkostwa w partii.